# Cornish (Maine)
Cornish és una població dels Estats Units a l'estat de Maine (EUA). Segons el cens del 2000 tenia 1.269 habitants.

## Demografia
Segons el cens del 2000, Cornish tenia 1.269 habitants, 521 habitatges, i 340 famílies. La densitat de població era de 22,2 habitants per km².
Dels 521 habitatges en un 29,6% hi vivien nens de menys de 18 anys, en un 52,2% hi vivien parelles casades, en un 9% dones solteres, i en un 34,7% no eren unitats familiars. En el 29% dels habitatges hi vivien persones soles el 14,4% de les quals corresponia a persones de 65 anys o més que vivien soles. El nombre mitjà de persones vivint en cada habitatge era de 2,43 i el nombre mitjà de persones que vivien en cada família era de 3.
Per edats la població es repartia de la següent manera: un 24,8% tenia menys de 18 anys, un 4,5% entre 18 i 24, un 28,1% entre 25 i 44, un 26,4% de 45 a 60 i un 16,2% 65 anys o més.
L'edat mediana era de 40 anys. Per cada 100 dones de 18 o més anys hi havia 92 homes.
La renda mediana per habitatge era de 38.125 $ i la renda mediana per família de 46.477 $. Els homes tenien una renda mediana de 31.853 $ mentre que les dones 25.625 $. La renda per capita de la població era de 17.494 $. Entorn del 9,3% de les famílies i el 13,7% de la població estaven per davall del llindar de pobresa.